# Micromerys
Micromerys là một chi nhện trong họ Pholcidae. De loài điển hình is Micromerys gracilis.

## Các loài
Các loài trong chi này gồm:
- Micromerys daviesae Deeleman-Reinhold, 1986
- Micromerys gidil Huber, 2001
- Micromerys gracilis Bradley, 1877
- Micromerys gurran Huber, 2001
- Micromerys raveni Huber, 2001
- Micromerys wigi Huber, 2001
- Micromerys yidin Huber, 2001